# Dongchuan Shuiku
Dongchuan Shuiku (kinesiska: 东川水库) är en reservoar i Kina. Den ligger i provinsen Fujian, i den sydöstra delen av landet, omkring 300 kilometer sydväst om provinshuvudstaden Fuzhou. Dongchuan Shuiku ligger 158 meter över havet. Arean är 0,52 kvadratkilometer. I omgivningarna runt Dongchuan Shuiku växer huvudsakligen savannskog. Den sträcker sig 1,4 kilometer i nord-sydlig riktning, och 0,8 kilometer i öst-västlig riktning.
Genomsnittlig årsnederbörd är 1 747 millimeter. Den regnigaste månaden är maj, med i genomsnitt 350 mm nederbörd, och den torraste är oktober, med 20 mm nederbörd.